# Моисеенко, Антонина Яковлевна
Антонина Яковлевна Моисеенко, урождённая — Нейжмак (род. 13 марта 1938, Бараники, Сальский район, Ростовская область, РСФСР, СССР) — доярка, полный кавалер Ордена Трудовой славы.

## Биография
Родилась в крестьянской семье в 1938 году в селе Бараники Сальского района, Ростовская область. Отец погиб во Время Великой Отечественной войны. В 1948 году после смерти матери стала полной сиротой. В 1955 году оставила учебу в школе и пошла на ферму работать телятницей. 
В 1956 году вышла замуж и вместе с мужем переехала в село Степное Степновского района Ростовской области (в настоящее время — Яшалтинский район Калмыкии). С 1961 года работала в колхозе «Новый мир» Яшалтинского района Калмыцкой АССР — первоначально разнорабочей, с 1970 года — дояркой на молочно-товарной ферме № 4.
За свою трудовую деятельность была награждена 14 февраля 1975 года орденом Трудовой славы III степени. План XI пятилетки выполнила на 120 % по надою молока и на 126 % — по получению телят. Надой на каждую корову за 1985 год составил 3354 килограммов, что на 700 кг выше, чем в среднем по колхозу. В 1986 году от 25 коров получила 789 центнеров молока при плане 625 центнеров. За эти выдающиеся достижения была награждена орденом Трудовой славы II степени.
Участвовала во Всесоюзной выставке ВДНХ, где получила золотую медаль.
29 августа 1986 года указом Президиума Верховного Совета СССР за успехи, достигнутые в выполнении заданий XI пятилетки и социалистических обязательств по производству и продаже сельскохозяйственной продукции была награждена Орденом Трудовой славы I степени.
Проработала в колхозе «Новый мир» дояркой в течение 37 лет. Всё это время входила в клуб доярок-трёхтысячниц. В отдельные годы получала от каждой коровы более 4 тысяч литров молока.
15 мая 1998 года была удостоена звания «Почётный гражданин Яшалтинского района».